# Cyperus cunninghamii
Cyperus cunninghamii är en halvgräsart som först beskrevs av Charles Baron Clarke, och fick sitt nu gällande namn av Charles Austin Gardner. Cyperus cunninghamii ingår i släktet papyrusar, och familjen halvgräs.

## Underarter
Arten delas in i följande underarter:
- C. c. cheradicus
- C. c. cunninghamii
- C. c. uniflorus